# Jaroslava Procházková
Jaroslava Procházková, z počátku vystupovala jako Slávka Procházková (14. července 1912 Lvov – 22. prosince 1978 Praha), byla česká divadelní a filmová herečka a operní a operetní pěvkyně (soprán a mezzosoprán).

## Život
Rodiče hrálo ochotnické divadlo. Ze Lvova se přestěhovali do Prahy, kde Jaroslava Procházková vystudovala gymnázium, a kde v sedmnácti letech hrála princeznu Pampelišku ve stejnojmenné hře od Jaroslava Kvapila. Herectví a zpěv studovala na Pražské konzervatoři. První angažmá měla v pražské Uranii. Poté účinkovala v Plzni a v Pardubicích. Pěveckou dráhu zahájila v pražské Velké operetě. Dále účinkovala v Tylově divadle v Nuslích, v Olomouci a v Českých Budějovicích. V letech 1946 až 1948 byla členkou Divadla 5. května v Praze. V letech 1948 až 1950 byla stálým hostem Vídeňské státní opery. V letech 1948 až 1973 byla členkou Národního divadla v Praze.
Hrála a zpívala např. v operách Giuseppe Verdiho (Aida) a Giacoma Pucciniho (Tosca, Turandot). V opeře Antonína Dvořáka Čert a Káča hrála Káču; tuto postavu dvakrát (v letech 1957 a 1961) hrála i v televizním zpracování. V opeře Leoše Janáčka Její pastorkyňa hrála kostelničku.
Hrála též v několika filmech, např. ve filmech Lidé pod horami (1937), Pohádka máje (1940) nebo Pantáta Bezoušek (1941).